# Ulica Chełmska w Warszawie
Ulica Chełmska – ulica w dzielnicy Mokotów w Warszawie.

## Historia
Podobnie jak ul. Dolna, ulica Chełmska pierwotnie była drogą wiodącą ze wsi i folwarku Sielce do wsi Mokotów. Do 1916 roku ulica nazywana była Drogą Książęcą.
Dawną drogę uregulowano w drugiej połowie XVIII wieku, zaś istniejący tam Folwark Sielce przeszedł w roku 1820 na własność wielkiego księcia Konstantego, który najprawdopodobniej wybudował w nim pałac będący jego letnią rezydencją, otoczoną parkiem w stylu angielskim.
Majątek księcia włączono do Belwederu; zarządzał nim zarząd księstwa łowickiego należącego do żony Konstantego Pawłowicza - Joanny Grudzińskiej.
Po zachodniej stronie pałacu księcia rozciągał się park o powierzchni blisko 11 hektarów; naprzeciwko wiodącej do niego bramy od roku 1853 stał krzyż ufundowany przez mieszkańców okolicy, a będący wotum dziękczynnym za ocalenie podczas epidemii cholery.
W zbliżonym czasie na terenie, gdzie mieści się dziś Wytwórnia Filmów Dokumentalnych i Fabularnych, powstała hodowla jedwabników; towarzyszył jej budynek przędzalni, zaś ów epizod upamiętnia nazwa pobliskiej ulicy Jedwabniczej.
Po roku 1864 rozparcelowano resztówkę dawnego folwarku Sielce, tworząc kolonie ciągnące się wzdłuż ówczesnej Drogi Królewskiej – dzisiejszej ul. Jana Sobieskiego i Chełmskiej; w XX wieku z owych kolonii powstały osiedla – Grochalówka, Modzelin, Marianówka oraz Kurnatówka Duża. Wraz z parcelacją gruntów wytyczono nowe ulice, takie jak Sielecka, Iwicka czy Czerska.
16 maja 1891 oddano do użytku biegnący wzdłuż ulicy odcinek Kolei Konnej Wilanowskiej. Od 1894 roku pociągi ciągnięte były przez lokomotywy parowe. Mieszkańcom przeszkadzał jednak hałas i dym parowozów przejeżdżających blisko zabudowy mieszkalnej. W wyniku ich protestów w 1913 wytyczono nowy przebieg torów kolejowych wzdłuż Bernardyńskiej Wody. 15 maja 1914 ruch pociągów parowych wzdłuż Drogi Książęcej zamknięto. W 1914 roku, przez krótki okres, po torach kolejowych przebiegających wzdłuż ulicy kursował tramwaj konny, ale ze względu na małe zainteresowanie przewozami ruch szybko zamknięto, zaś tory rozebrano.
W roku 1900 na terenie dzisiejszej WFDiF rozpoczęto budowę Przytułku Maryjnego i cerkwi Narodzenia Chrystusa Pana według projektu Władimira Pokrowskiego. Sierociniec ów pełnił rolę rusyfikacyjną; po roku 1915 został zastąpiony Zakładem Opatrzności Bożej – sierocińcem katolickim, a większość gmachu zajęła szkoła dla 1000 uczniów. Budynek został zniszczony podczas powstania warszawskiego, a w jego miejscu po wojnie wzniesiono kompleksu budynków Wytwórni Filmów Dokumentalnych i Fabularnych.
Na początku XX wieku Chełmska została wybrukowana kamieniem polnym, około roku 1935 – wyasfaltowana. Aż do roku 1939 ulica miała luźną, nieco chaotyczną zabudowę, otoczoną warzywnymi ogrodami. W roku 1916, po przyłączeniu okolicy do Warszawy, powstały nowe przecznice. Wtedy też zmieniono nazwę ulicy z Książęcej na Chełmską. Wybudowano nowy gmach szkolny oraz Kościół św. Kazimierza wzniesiony w okresie 1933–1939 dla Księży Zmartwychwstańców.
Krótko przed rokiem 1939 przy ulicy powstało kilka utylitarnych kamienic czynszowych oraz dom Spółdzielni Mieszkaniowej „Osiedle Belwederskie”.
W roku 1944 zniszczeniu uległy gmachy szkolne oraz kaplica, pozostała zabudowa została wypalona; po roku 1946 rozebrano mury przędzalni jedwabiu.
Najciekawszymi przy ulicy obiektami są pałac wchodzący w skład dawnego folwarku Sielce oraz otaczający go park Sielecki, rozparcelowany i zdewastowany w okresie powojennym.

## Ważniejsze obiekty
- ul. Chełmska 1/5 – teren dawnej zajezdni autobusowej R-9 Chełmska
- ul. Chełmska 19/21 – kompleks Wytwórni Filmów Dokumentalnych i Fabularnych, siedziba m.in. TV Puls, przy bramie wjazdowej tablica Tchorka
- ul. Chełmska 21a – kościół św. Kazimierza
- ul. Chełmska 30/34 – Instytut Leków, Wytwórnia Surowic i Szczepionek
- Park Sielecki
- Osiedle Chełmska